# Finnugrisztika
A finnugrisztika a finnugor nyelvek összehasonlító nyelvészeti és irodalmi vizsgálatával, a finnugor nyelvű népek kulturális kapcsolataival foglalkozó tudomány. Bár művelői egy részének anyanyelve is finnugor nyelv, természetesen van közöttük szép számmal orosz, német és más nemzetiségű kutató is. Finnugrisztikai oktatás és kutatás zajlik az Amerikai Egyesült Államokban (például Berkeley) éppúgy, mint az Európai Unióban (Göttingen, Groningen, Hamburg, München, Prága, és más egyetemi városok), Oroszországban és a világ számos más országában. A finnugrisztika és az uralisztika, bár hivatalosan megkülönböztetendő fogalmak, sokszor még a tudományos irodalomban is szinonimaként szerepelnek.